# Fano
Fano és una ciutat italiana a les Marques, província de Pesaro i Urbino, amb uns 60.000 habitants, a la costa de la mar Adriàtica dominant la plana deltaica del Metauro, un canal del qual en constitueix el seu port pesquer. És també centre turístic amb un famós carnaval (el més antic d'Itàlia). Important estació ferroviària a la línia Milà-Bari. Té un petit aeròdrom però és només a 38 km de l'aeroport "Raffaello Sanzio" d'Ancona-Falconara, i a 43 km de l'aeroport internacional Rímini-Miramare. És creuada per l'autopista (autostrada) A-14 del "Mare" que uneix Bolonya i Tàrent, i la superstrada Fano-Grosseto ("dei Due Mari")

## Història i monuments

### Prehistòria
S'han trobar restes paleolítiques no gaire rellevants (alguna destral i pedra bifacial). Al museu de Fano hi han exposats els objectes del Neolític que s'han trobat sobretot a la vall del Cesano, amb alguns exemplar de ceràmica impresa amb petites incisions; un burí anomenat de Ripabianca és característic de la zona i es va trobar per primer cop a la vila d'aquest nom. Del neolític hi ha algunes troballes de la regió de San Biagio.
D'entre la meitat del segon mil·lenni abans de Crist i el començament del primer, són alguns objectes ceràmics trobats a Chiaruccia, de terracotta negra, a més d'altres descobriments (una cornamenta treballada, un mànec decorat, espàtules, un os de cerví usat com a mànec, i alguns altres. A Fornace s'han trobat de la mateixa època, objectes d'argila. Els objectes de bronzes són molt escassos.
De l'edat de ferro es troben jaciments a Monte Giove, Fosso Sejore, Roncosambaccio (algunes tombes), Colonna, Falcineto, i San Costanzo.

### Dominació romana
La batalla de Sentínum (prop de Sassoferrato) el 295 aC i un altre batalla prop de Fano el 284 o 283 aC en la que el cònsol Mani Curi Dentat va derrotar els gals, va establir la dominació romana a la regió de Fano. El 283 aC els romans van fundar Senigallia (Sena Gallia) i el 268 aC Rímini (Ariminium); Pesaro (Pisaurum) fou fundada el 168 aC, però de Fano res se sap: la primera vegada que s'esmenta és l'any 49 aC per Juli Cèsar a De Bello Civili, però per les troballes de San Cesareo del 1735 es creu que la presència romana es pot datar vers el 82/74 aC com a mínim. Es deia llavor Fanum Fortunae, era a l'Úmbria i estava situada entre Pisaurum (Pesaro) i Sena Gallica (Senigallia). Hi passava la via Flamínia que baixava per la vall del Metaurus des de Forum Sempronii. El seu nom va derivar probablement de l'antic Temple de Fortuna però com que la seva existència abans del segle I aC és desconeguda res es pot dir en concret.
Al 49 aC Cèsar va ocupar Fano amb una cohort després d'haver avançar cap a Ariminium. Sota August es va establir una colònia que es va dir Colonia Julia Fanestris.
L'any 69 els generals de Vespasià la van fer el seu quarter general abans de decidir-se a creuar els Apenins i avançar cap a Roma.
Durant l'època imperial era una ciutat important i 'han trobat algunes inscripcions amb el títol de Colonia Julia Fanestris, o de Colonia Julia Fanum Fortunae; aquest darrer nom també és el que esmenten Pomponi Mela i Plini el Vell.

### Monuments romans
- Les muralles romanes de Fano (1760 metres, 14,25 metres d'altura, 1,80 metres d'amplada a la base, 28 torres) Le Mura.
- Arc d'August, de marbre blanc, erigit en honor d'August i acabat l'any 9.
- Basílica de Vitruvi, excavada el 1840 sota l'església de San Agostino. Rep el seu nom per l'arquitecte que la va construir (Vetruvius) i està datada al segle I
- Necròpolis de la Banca Populare Pesarese, amb 135 tombes; necròpolis de Via Papíria amb 22 tombes; i necròpolis de Vittoria Colonna, amb 6 o 7 tombes
- Restes romanes (estàtues i columnes) de l'escola Luigi Rossi, trobades en ser construïda l'escola sobre un convent (San Filippo) el 1899.
- Mosaics, els principals al Teatro della Fortuna i al Caveau della Carifano
- Les clavegueres i l'aqüeducte

### Edat mitjana
Al final del segle V va caure en mans dels ostrogots i durant l'anomenada Guerra Gàl·lica entre els romans d'Orient i els ostrogots les seves muralles foren destruïdes per Vitiges el 538.
Finalment els romans d'Orient la van arrabassar als ostrogots després de derrotar a Tòtila i fou incorporada al Ducat de la Pentàpolis, fins que tota la regió fou conquerida pels llombards el 751. El 756 Pipí va derrotar els llombards a Roma i els va obligar a cedir la Pentàpolis i altres territoris, dels que va fer donació a l'Església.
Sota domini del bisbe, el comú es va afermar al segle xi i al segle xii va mantenir estretes relacions amb Venècia. El 1304 en va assolir la senyoria Pandolf I Malatesta (junt amb Rímini, Pesaro, Senigallia i Fosssombrone). Frederic I Montefeltro fou proclamat senyor sobirà de Fano el 1306, i encara que la va perdre el 1313 la va recuperar el 1317 breument i en fou expulsat per retornar el 1318; la va perdre una vegada mes vers el 1320 però la va recuperar el 1321 i la va conservar fins a la seva mort el 22 d'abril del 1322. Del 1313 al 1326 (amb les breus interrupcions dels períodes del comte de Montefeltro) la va tornar a dominar Pandolf.
Fou després dominada pels seu nebot Ferrantino Malatesta, i pels fills de Pandolf I, Malatesta Malatesta Galeot Malatesta (1355-1385), Carles Malatesta (en dos períodes), Pandolf II Malatesta, i els fills de Pandolf II (Robert, Segimon i Malatesta). El comte Joan I de Carpegna va morir en una revolta a Fano el 3 de desembre del 1431.
El darrer senyor Malatesta fou Galeot Robert Malatesta (fill de Segimon) a qui el 1463 la va arrabassar el duc de Montefeltro Frederic III Montefeltro, al servei del Papa, i va esdevenir una senyoria sota la directa sobirania del Papa (Libertas Ecclesiastica) el govern de la qual en general fou encarregada a un bisbe o cardenal, normalment joves al començament de la seva carrera. Giovanni Santio, pare de Rafael, va morir el 1493; a Fano va conèixer al Perugino, del que Rafael va esdevenir llavors deixeble. El Perugino va treballar llavors a Fano, però un període inconcret o potser només els estius i fins i tot alguna obra seva o d'algun col·laborador fou atribuïda a Rafael que llavors era encara molt jove.
El 1501 fou nomenat governador Cèsar Borja, nebot del Papa, que en va exercir un temps la senyoria fins a la mort del seu oncle. Va continuar després sota domini de bisbes en qualitat de governadors. Al segle xvi les dues escoles pictòriques dels Morganti i dels Persuti van sorgir a la ciutat, els primera treballant a la zona nord i els segons a la zona sud. Durant la resta del segle xvi i el segle xvii, Fano fou governada per un prelat nomenat cada any, però auxiliat per un consell ciutadà (magistrato), amb els patricis exercint de gonfanoners i de priors. El sistema quasi no va canviar el segle xviii, i un bisbe o cardenal seguia al front de la ciutat amb lleugeres variacions en els òrgans locals, i res substancial va canviar abans de l'arribada dels francesos.

### Època moderna
Napoleó la va incloure a la República d'Ancona i després al Regne d'Itàlia però el 1814 fou ocupada pels napolitans i el 1815 el Congrés de Viena en va reconèixer la possessió al Papa.
El 1860 les forces italianes del general Cialdini entraven als Estats Pontificis que foren incorporats a Itàlia.

### Altres edificis i monuments
Bastió del Sangallo (obra defensiva contra els otomans) acabat el 1551
- Casa Arnolfi, edifici medieval construït vers 1400
- Palazzo Martinozzi
- Palazzo del Cassero
- Palazzo Castracane (del segle XVII)
- La Capella Nolfi
- La Chiesa di Piazza
- Piazza XX Settembre amb el Palau della Ragione (del 1299), la Font de la Fortuna, el Teatre de la Fortuna (segle xviii), una arcada renaixentista (del 1490) que és l'accés a la Plaça de la cort del Palau Malatesta, on destaca la lògia del Sansovino
- La font de la fortuna (final del segle xvii, però l'estàtua és de 1593, obra de Donnino Ambrosi)
- Museu Cívic amb les troballes essencialment neolítiques i de l'edat del bronze i el ferro, així com del període romà, col·leccions numismàtiques de la seca de Fano i dels Malatesta. A la planta superior hi ha la pinacoteca amb obres del segle xvi entre elles les de Guido Reni i de Domenichino.
- Dues tombes dels Malatesta: una renaixentista de Pandolf III Malatesta feta per Leon Battista i una altra de la dona Paola Bianca, d'estil gòtic
- Santa Maria Nouova és una construcció del segle xvi decorada amb pintura del segle xvii i enriquida pel retaule del Perugino "Madonna i els sants" realitzada suposadament amb col·laboració amb Rafael (Raffaello Sanzio)
- San Pietro ad Vallum, església barroca del segle XVII
- San Paterniano, església del segle XVII

## Fills il·lustres
- Bruno Barilli (1880-1952), escriptor i compositor.
- Franco Trappoli (1947), alcalde en 1980-1983.

## Ciutats agermanades
Fano manté una relació d'agermanament amb les següents ciutats:
- Rastatt (Alemanya)
- Saint-Ouen-l'Aumône (França)
- St Albans, (Anglaterra, Regne Unit)